# 13 에게리아
13 에게리아(13 Egeria)는 소행성대의 G형 소행성이다.
에게리아는 1850년 11월 2일, 아니발레 데 가스파리스가 발견했다. 에게리아라는 이름은 로마 신화에 나오는 여신(혹은 님프)의 이름을 따왔다.
1992년 1월 8일과, 2008년 1월 22일, 에게리아의 엄폐 현상이 나타났다. 전자의 현상에서는 형태와 지름이 추정되었고, 후자의 현상에서는 프로그램을 통하여 측정했다. 뉴 맥시코와 아리조나의 관측자들에 의해 엄폐 현상의 진행 시간이 측정되었고, IOTA Asteroid Occultation Program.으로 좌표화되었다. 정보는 OCCULT4에 입력되었다. 그 결과로 에게리아는 현재 거의 원형의 형태를 가진 것으로 알려졌다.

## 높은 수분함량
에게리아의 스펙트럼 분석으로 높은 수분함량을 가지고 있다는 것이 드러났다.(질량의 10.5~11.5%)

## 같이 보기
- 행성